# R-TYPE TACTICS II -Operation BITTER CHOCOLATE-
『R-TYPE TACTICS II -Operation BITTER CHOCOLATE-』（アール・タイプ タクティクスツー -オペレーション ビター チョコレート-）は、アイレムソフトウェアエンジニアリングから2009年12月10日に発売したPlayStation Portable用戦略シミュレーションゲーム。『R-TYPE TACTICS』の続編にあたる。アイレムソフトウェアエンジニアリングとして最後のR-TYPEシリーズでもある。
前作の「地球連合軍」に加えて「グランゼーラ革命軍」が初登場し、人類同士の戦争が描かれる。
また「バイド軍」や、それ以外の勢力も登場する。

## ストーリー
前作主人公率いる艦隊がバイド帝星に旅立ってから数年。
太陽系に襲来するバイドの数は減少し、地球圏は平和を取り戻しつつあった。
しかし、未知の敵に備えてバイド兵器を保持、開発を推し進めようとする地球連合軍に対して、バイド兵器を危険視し、その根絶を掲げるグランゼーラ革命軍が設立。双方の意見は対立し、最終的には対バイド兵器を使用した人類同士の戦争へと突入してしまう。
戦いが泥沼化する中、太陽系に接近している脅威に気付いている者はいなかった……

## 特徴
本作は開始時に機体特色の異なる「地球連合軍」編、「グランゼーラ革命軍」編からどちらかを選んでプレイしていく。ストーリーが進むにつれ、後編、番外編が登場する。前作のプレイデータをコンバートできるが、その場合前作のプレイデータで名付けた主人公名は使用できなくなる。
前作に比べて多数のユニットが追加されたほか、前作で登場したユニットの能力の微調整がなされた。また、ダウンロードコンテンツに対応しているが、攻略本に記載されていた大半のダウンロードコンテンツ配信予定のユニットは配信されず、アイレムソフトウェアエンジニアリングは本作を含む大半のコンテンツの配信を終了しているため、もう二度と配信される事はない。
本作での主な追加点は、自分と周囲にいる部隊を敵の索敵範囲から隠蔽するジャミング能力や、亜空間に隠れた敵の位置を探る亜空間ソナー、敵機を鹵獲して自軍として操る鹵獲弾、ステージ中で得た資源を使って基地を建設していくステージ、ステージ開始前、および終了後での日誌において発言の選択肢の追加などがある。ステージ開始前の時点で、戦艦や基地に艦載することも可能になっている。

## 登場人物
本作ではキャラクターが登場しており、それぞれの勢力の副官として行動する。副官のイラストは三つのタイプから選択が可能。
明確な姿を持ったキャラクターが登場するのは『R-TYPE COMPLETE CD』以来になる。

### 主人公
主人公（デフォルト名：アイレムソフト）
声：稲田徹（男）、前田ゆきえ（女）
本作の主人公。開始時に、シルエットや性別、出身地、好きな食べ物などを設定できる。
前作と同じくステージ間で日誌を綴るが、選択肢や作戦指揮の傾向によって、プレイヤーの性格を投影できる。
選択肢によっては奇行に走らせたり、異性、同性に関わらず副官との恋愛をさせる事も可能。
グランゼーラ革命軍編では市民団体への攻撃を拒否した為に地球連合軍上層部から処刑を宣告され、脱走するところから物語が始まる。
どちらの陣営を選んでも、後編以降は共通のストーリーを辿る事になる。
前作の主人公（デフォルト名：ジェイド・ロス）
声：なし
かつて太陽系内のバイドを駆逐し、艦隊を率いてバイド星域へと旅立った『若き英雄』。
前作のデータをコンバートした場合、前作で設定したプレイヤー名が引き継がれる。後編において人類最大の脅威となるバイドとして地球圏に出現する。

### 地球連合軍
ヒロコ・F・ガザロフ
声：新谷良子
地球上空演習時に配属された副官。階級は中尉。士官学校戦略科を首席で卒業した経歴を持つ。
おっちょこちょいで頼りないが、まじめで健気であり、作戦指揮に関しては優れた能力を発揮する女性。
初出は『アイレムぶるるん2008』に掲載されたTACTICSシリーズの外伝小説『ヒロコの冥王星奪還作戦』
ジェラルド・マッケラン
声：浜添伸也
地球連合軍側で最初から使用できる副官。熱血漢で正義感も強いが、必要以上に声が大きい男性。
プロスポーツ選手を目指していたが、戦乱で両親が亡くなった為に軍に入った経緯を持つ。
ディートリヒ・アッテルベリ
声：山本兼平
月面演習後に参入する副官。常に冷静で寡黙、無愛想だが職務に対しては忠実な男性。
ジュピターアカデミーを14歳で卒業した後、軍大学を首席で卒業した経歴を持つ。
ディアナ・ベラーノ
声：麻見順子
衛星イオ攻略後に参入する副官。軍大学で法学と兵学を学び、弁護士の資格も持つ。
人生経験豊富で、クルーのメンタルケアも務める。優しさと厳しさを併せ持つ才媛。

### グランゼーラ革命軍
エマ・クロフォード
声：黒河奈美
地球軍を脱走した主人公たちに接触を図ってきた革命軍中尉。主人公にハルバーの救助を依頼し、革命軍に入隊させる手引きを行う。
冷静沈着で高い能力を持ち、頼りになる女性であるが、誰も笑ったところを見たことが無いと言われる。
かつてはハルバーの懐刀と呼ばれていたが、彼の死後は主人公をその後継者として導いていく。
リョータ・ワイアット
声：斎賀みつき
革命軍を選択した場合、最初から選択可能な副官の一人。地球連合軍時代から主人公の部下であり、脱走にも同行した。
外見はまだ幼さの残る少年であり、実戦の経験も足りていないが、報告や指示は的確であり、入隊後に頭角を現し始めている。
クロード・ラウ
声：鈴村健一
ゲイルロズ要塞の攻略後に参入する副官。グランゼーラ革命軍の士官養成機関を首席で卒業した青年。
自信家であまり他人を認めないが、隠れた努力家の一面もあるという。
アイリ・ヒューゲル
声：さとなかゆず
ワイアットと同じく地球連合軍から脱走した主人公の部下であり、革命軍を選択した場合、最初から選択可能な副官の一人。
外見は幼い少女であり、隊のアイドル的存在だが、高名な家に生まれ、幼い頃から兵法の薫陶を受けていた。

#### 副官以外の登場人物
日誌の中でのみ語られる存在。外見は設定されていない。
ハルパー司令官
声：なし
各種新兵器の開発を支援し、寡兵だったグランゼーラ革命軍が強固になる地盤を整えた英雄的存在。
現在はキースンの陰謀によって地球連合軍の政治犯収容所に投獄されている。
初出は外伝小説『ヒロコの冥王星奪還作戦』だが、そちらでは太陽系解放同盟に所属するなど、本作とは異なる描かれ方をしている。
キースン
声：なし
グランゼーラ革命軍上層部の中心的な人物。卓越した軍事的才能を持つ反面、出世や目的の為なら他者を平気で蹴落とす残忍な性格であり、
革命軍側であるにもかかわらず、バイド兵器の使用を推進したり、地球連合軍に情報をリークするなどの不穏な動きを見せていた。
当初からクロフォード中尉に警戒されていたが、後に革命軍を解体、新たに太陽系解放同盟を設立し、主人公達の前に立ちはだかる。

## ユニット
本作で初登場したユニットを紹介する。

### 地球連合軍
フォースやバイド兵器を使い、更に開発を進めるべきと主張している軍。地球を中心にした支配圏を持つ。バイド兵器廃絶を訴えるグランゼーラ革命軍と対立し、戦闘を繰り広げている。主力機のRwf-9Ac”ウォーヘッド”を始め、所有する戦闘機には汎用性に優れたものが多い。
Rwf-9A2 デルタ
『R-TYPE⊿』に登場した機体であり、Rwf-9A アローヘッドの後継機。試作型の拡散波動砲を装備している。
Rwf-9A3 レディ・ラヴ
デルタから開発が可能な機体。アローヘッドの性能、武装を強化発展した性能を持つ主力量産機。
F-A2　スタンダードフォース改
スタンダード・フォースを改良し、レーザーの威力を強化したもの。
Rwf-9w ワイズ・マン
要撃機。全ての面でアローヘッドを上回る性能を持った次機主力量産機。搭載するナノマシン波動砲は発射後の軌道や射程を調節する事が可能。
F-AH　スタンダードフォースH
光学ハニカム構造の発生テクノロジーにより、特殊なレーザーを発射可能なフォース。
Rw-9AD エスコート・タイム
管制攻撃機。波動砲を撃つ事ができる攻撃性デコイを生成可能。
RXwf-12 クロス・ザ・ルビコン
武装試験機。RXwf-10 アルバトロスの後継機でもある。バイド係数をより高めたフォース開発のために製作された。
F-RX12　フレキシブル・フォース
バイド係数を高め、より強力なレーザーを発射する為のフォース。
R-E2 アウル・ライト
早期警戒機。バルカン以外の武装を装備していないが、広大な索敵範囲を持ち、亜空間に潜む敵を発見する亜空間ソナーを装備。
E-Tk01 汎用戦車
陸上作戦車両。その名の通り地面に接地した場所でしか出撃できず、戦闘能力は低い。
Ft-Cr 要塞：コアユニット
基地建設ユニット”シヴァ”の中核。このコアユニットが初期配置されているMAPのみ、工作機による基地建設が可能。
中立軍として配置されたものもあり、その場合は占領機能を持つユニットでの占領後で無ければ建設は出来ない。
コアユニットは高い耐久力と艦載能力を持つが、破壊されると連結する全てのユニットも破壊されてしまう。
建設可能なユニットには、ミサイルや陽電子砲などの兵器に加え、索敵範囲を広げるレーダーや艦載用のドッグなどが存在する。

### グランゼーラ革命軍
フォースやバイド兵器を使わず、破棄すべきと主張している軍。火星にある都市国家、グランゼーラを拠点に外惑星の採掘場などから資金を得て今に至る。フォースは開発できないが、ジャミング、変形、人型機動兵器など、目的に合わせて特化した性能を持つものが多い。主力機は可変戦闘機”エクリプス”。
TXw-T エクリプス試作型
可変戦闘機。消費燃料増加と引き換えに移動能力を高める加速の使用が可能。フォースは装備できないが衝撃波動砲とレーザーを装備している。
当初は頼りない性能だが、後に性能が向上した実戦配備型、強化仕様型の開発が可能になる。
Gw-PB3 ケンロクエン
決戦兵器。高い耐久力を持ち、体当たり攻撃が可能というフォースに似た特性を持つが、ミサイルや爆雷も装備している。
チャージ兵器のパイルバンカーは射程が短い代わりに威力が高く、一撃で艦船を撃沈することも可能。
Rw9A0 ラグナロック
『R-TYPE III』に登場した強化戦闘機。革命軍では唯一フォースを装備可能な機体であり、高い火力と汎用性を併せ持つ。
ハイパー波動砲は威力が低めだがチャージ時間が短く、長い射程を持つ。
F-SHD シャドウ・フォース
バイド体を使用せずに精製された人工フォース。バイド粒子弾は使用できず、通常のフォースに比べて耐久性に難がある。
REAW-2 アンチェインドサイレンス
早期警戒機。バルカン以外の武装を装備していないが索敵能力が高く、自機の周囲を未索敵状態とするジャミングを使用可能。
ジャミング能力使用中は移動力が低下し、敵機との接触によってジャミングは解除されてしまう。
TL-3N ナルキッソス
人型機動兵器。近距離から中距離に対応、迎撃も可能な四種の光学白兵戦兵器を装備する為、既存の人型兵器よりも汎用性が高い。
加えてデコイや占領能力。ストライダー、シューティングスター、氷塊への擬態能力も持つ為、あらゆる戦況に対応できる。
エースパイロット用でCPU専用ユニットのナルキッソスIIも存在する。
E-Tk02 キウイ・ベリィ
陸上作戦車両。『R-TYPE FINAL』とは異なり、完全な陸戦用兵器のため、地面に接した場所でないと運用できないが、強力なチャージ武器の大砲を持つ。
ユニットの特性上、本機を格納できる艦船はヨルムンガンド級のみとなる。
UFCV-014 ヤールンサクサ級
革命軍が開発した宇宙空母。武装はバルカン砲のみと非常に貧弱だが、広大な索敵範囲と高い艦載能力を持つ。
更に艦載能力が増し、ジャミング能力が追加されたアングルボダ級宇宙空母への強化改造も可能。

### バイド軍
前作以降、侵攻は収まっているものの、未だ太陽系内にも潜伏している謎の生命体群。前作同様、自己修復能力を持つユニットが多く、強力な戦艦、生命要塞などを操る。前作ではあまり活躍が見込めなかったユニットに関しては、新機能が追加されている事もある。

#### 生命機体
Bwf-1A1 ジキタリウス
植物組成機。比較的高い索敵能力を有する機体。Bwf-1C　アンフィビアンから亜空間航行能力を取り除き、攻撃力を強化したような性能を持つ。
BF-FLW フラワー・フォース
植物に似た組成を持つフォース。自己修復能力を持つが、バイド粒子弾による反撃が出来ない。
Bwf-3C1 セクシーダイナマイト
他のバイド機体よりも強力な自己修復能力を持つ機体。波動砲を装備したデコイ、セクシージェルを形成する事が出来る。
セクシー・フォースとの合体も可能だが、本体から波動砲を発射することは出来ない。
セクシージェルI
セクシーダイナマイトが形成するデコイ。自爆能力に加えて波動砲を装備しているが、移動能力が低い。
F-SXY セクシー・フォース
通常のフォースよりも高い自己再生能力を持つフォース。
Bwf-3A1 ミスティー・レディ
特殊装甲機。移動能力が高く、ミスト・フォースと合体する事で、ジャミング状態を維持しながら通常通りの移動能力を発揮できる。
ジャミングを解除すればレーザーも使用可能だが、下方向にしか攻撃が出来ない。チャージ兵器のアジットスプレイは、射程が短いが広範囲を攻撃可能。
F-MST ミスト・フォース
ジャミング能力を持ったフォース。高い索敵能力、自己修復能力を備え、回避性能も比較的高い。

#### 戦艦
B-BSCnb2 コンバイラベーラ
暴走戦艦コンバイラが進化、巨大化したもの。各部の耐久力や武装が強化されている。
地球圏へ再度襲来したバイド軍の中核であり、破壊されても不気味な光を発して復活するなど、他のバイド体とは異質な力を持っている。
前作からデータを引き継いでいる場合、敵として登場する本ユニットの部隊名が前作主人公の名前となり、熟練度が設定される。
B-Blmt2 ベルメイトベルル
生命要塞ベルメイトの進化系。単に性能が向上しただけではなく、四つの”葉”から砲撃する事が可能になった。
バイド軍ユニットでは唯一、発動地点を指定可能な亜空間バスターIIを装備する。
B-Bld2 ボルドガング
暴走巡航艦ボルドの進化系。艦のサイズが大型化しており、カラドボルグ砲の攻撃範囲が増加している。
B-Bld3 ボルドボルドゲルド
ボルドの最終進化形態。艦のサイズが更に巨大化しているが、その恩恵は搭載量の増加やカラドボルグ砲の攻撃範囲増加だけに留まっている。

#### ボス
B-Xlf24 Xelf-24
宇宙都市の残骸に寄生するAクラスバイド体。『R-TYPE FINAL』ステージ1.0ボス、Xelf-16と同種の存在。
序盤のボスながら高威力のチャージ兵器を持つ。弱点は中央のコア。
B-SBS グリーン・インフェルノ
『R-TYPE』三面に登場した超巨大戦艦。MAPの半分以上を覆い尽くす巨体を持つ。移動先に存在したユニットは潰され、破壊される。
多数の小型バイドを引き連れ、メインエンジンの噴射で広範囲を焼き尽くしたり、各部に設置された砲台から砲撃を仕掛けてくる。
B-Otm ネクロゾウル
『R-TYPE III』二面ボス。デザインが大幅に変更されている。
廃坑全体を侵食するAクラスバイド体で、複数の口吻から高威力の攻撃を仕掛けてくるほか、本体を体内に収納回復する能力を持つ。
B-Brks バラカス
『R-TYPE II』二面ボス。バイド溶液に浮かぶ巨大生命要塞。氷弾や高出力放電エネルギーで攻撃を仕掛けてくる。
B-Rcg-n リクジオネータ
『R-TYPE III』の四面中ボス。非常に強力なチャージ兵器を持つ。「リクジオネータ・サテライト」と言う砲台を操り、複数の防御壁に護られている。
B-Crbt コルベルト
『R-TYPE II』三面ボス。四つの砲台で周囲を防御する飛行要塞。三体のコアを破壊せねば機能を止めることが出来ない。
B-BSCnb3 コンバイラリリル
コンバイラベーラが歪な形状に膨張した最終進化形態。全身から突起物や強化された武装を突き出しており、広大な索敵範囲を持つ。
前作データを引き継いだ場合、ベーラと同様に部隊名は前作主人公の名前になり、熟練度も設定される。
Bydo?? 琥珀色の瞳孔
琥珀色の宇宙と称される正体不明の空間を支配する生命体。その周囲には太陽系の惑星を模した小惑星が存在している。
思念波で攻撃を仕掛けてくるほか、周囲に存在する琥珀色の器官から強力なチャージ兵器を発射してくる。
B-Fls フォレス
『R-TYPE LEO』の三面ボス。原作ではバイドではないらしいが、今作では巨大な兵器に寄生した植物型バイド体となっている。
不用意に近付く敵に対し、強力かつ攻撃範囲の広いビームで攻撃してくる。

### その他
上記の三勢力に属さないユニット、勢力も登場する。
THw-01 ヘクトール
3種類の波動砲を持つ可変機で、人型形態のみで使用可能な炸裂波動砲と圧縮波動砲、人型形態と巡航形態の両方で使用可能な超絶波動砲を持つ。
Sm_Gr_F グランビア・F
『海底大戦争』に登場した攻撃潜水艦。水中でしか出撃出来ないが、強力なミサイル兵器を数多く搭載している。
N-Mcl 001 ミヒャエル
『イメージファイト』三面ボス。衛星オベロンにおいて労働者たちが暴走させた採掘機。
索敵範囲内に敵機を発見した途端、補助採掘ビットと共に屈折式掘削レーザーを放ち、広範囲に多大なダメージを与える。
E-Bmr　バメラ
衛星オベロンにおいて労働者たちが暴走させた自動制御の小型採掘作業機。
掘削ヒートスティックが戦闘機の光学兵器並みの攻撃力を持っている。
バイドバインドシステム（BBS）
太陽系解放同盟が開発した、バイド生命体自体を制御するシステム。
BBS自体はユニットとしては登場せず、コントロールロッドを撃ち込まれて制御されたバイドが敵ユニットとして登場する。
EX-Ftr44 四十四型戦闘機
謎の文明軍が所有する戦闘機。長射程、高威力のチャージ兵器、圧縮開放キャノンを使用するが、それ以外は射程の短い武装しか持たない。
フォースではなく、同種の五十五型戦闘機と合体する。合体中は射程の長い強化破壊レーザーの使用が可能になる。
EX-Ftr55 五十五型戦闘機
謎の文明軍の戦闘機。四十四式と同様、合体前は射程の短い光学兵器しか装備していない。
合体中も本機側の圧縮開放キャノンを使用可能であり、四十四式のチャージ兵器では攻撃出来ない上下方向に対応可能になる。
EX-CRO1 兆級巡航艦
謎の文明軍が所有する巡航艦。地球連合軍のガルム級に匹敵する能力を持つ。
EX-BSO1 京級戦艦
謎の文明軍が所有する戦艦。ミサイル砲台を持たない点を除けば地球連合軍のムスペルヘイム級に匹敵する能力を持っている。
EX-BSO1-F 兆京級合体戦艦
謎の文明軍の巨大戦艦。兆級巡航艦と京級戦艦が連結合体して形成された兵器であり、極めて強力な決戦艦首砲を装備する。
!!!! 太陽ノ使者
太陽の内部に存在していた謎の巨大構築物。地球人類が持つ技術とは大きく異なる原理で構成されている事以外の詳細は不明。
周囲に展開する柱状の物体から業火を発射するほか、破滅への開門と呼ばれるチャージ兵器を持つ。
!!! 太陽ノ使者ノ衛兵
太陽の中に出現した飛行物体。カゲロウのような羽虫に似ているが、太陽ノ使者と同様、未知の原理で構成されている。
チャージ兵器は持たないものの、亜空間から圧倒的な物量で攻めてくる。ムービー中ではバイド体を分解捕食するような描写が見られた。

## 『R-TYPE TACTICS』とアイレムファンのための裏ページ
九月頃、公式サイトのアドレスに『ura』を加えると出現した裏ページ。副官のイラストや設定資料などが掲載されていた。だが、このページは社員が上層部に無許可で作ったものであった為、「不適切なページ」として閉鎖されてしまう。
その後、発売直前の十二月に『uraura』を加えると出現する新ページで再び掲載が行われるも、上層部からの閉鎖命令を受け、公式サイトと裏ページのどちらのページが公式にふさわしいかを投票で決定することになった。
投票の結果、裏ページの閉鎖が決定。しばらくは跡地のみが残されていたが、アイレムソフトウェアエンジニアリングのゲーム事業撤退に伴い、跡地も閉鎖された。